# Insomnia (Ali-As-Album)
Insomnia (lateinisch für Schlaflosigkeit) ist das vierte Soloalbum des Münchener Rappers Ali As. Es erschien am 30. Juni 2017 über das zur Warner Music Group gehörende Label Embassy of Music als Standard- und Limited-Edition, inklusive Bonus-EP und Instrumentals.

## Produktion
Das Album wurde u. a. von den Musikproduzenten ELI, David Ruoff und The Cratez produziert.

## Covergestaltung
Das Albumcover ist leicht verzerrt und zeigt Ali As, der den Betrachter ansieht. Im Hintergrund ist ein rosa erleuchtetes Gebäude zu erkennen und im Vordergrund befinden sich die weißen Schriftzüge Ali As und Insomnia.

## Gastbeiträge
Auf fünf Liedern des Albums treten neben Ali As weitere Künstler in Erscheinung. So hat der Rapper Kollegah einen Gastauftritt im Song Asche auf Balmain, während das weibliche Hip-Hop-Duo SXTN auf Von den fernen Bergen zu hören ist. Auf Ich drifte wird Ali As von dem Rapper Prinz Pi unterstützt und Kilimandscharo / Nachtwache ist eine Zusammenarbeit mit dem Musiker Kolja. Zudem ist der österreichische Rapper Joshi Mizu auf Jasmina vertreten.

## Titelliste
| #  | Titel                       | Gastmusiker | Länge |
| -- | --------------------------- | ----------- | ----- |
| 1  | Königshallen                |             | 2:52  |
| 2  | Pfeil & Bogen               |             | 3:13  |
| 3  | Senden an alle              |             | 3:00  |
| 4  | Cobra Kai Dojo Style        |             | 3:26  |
| 5  | Asche auf Balmain           | Kollegah    | 3:46  |
| 6  | Insomnia                    |             | 3:33  |
| 7  | Kilimandscharo / Nachtwache | Kolja       | 4:46  |
| 8  | Von den fernen Bergen       | SXTN        | 3:18  |
| 9  | Jasmina                     | Joshi Mizu  | 3:21  |
| 10 | Verfolgt von Ferraris       |             | 3:03  |
| 11 | Ich drifte                  | Prinz Pi    | 4:20  |
| 12 | Liebe in Zeiten des Krieges |             | 3:29  |
| 13 | 111                         |             | 3:50  |
| 14 | Stuntman                    |             | 2:24  |
| 15 | Mercedes                    |             | 3:13  |

Bonus-EP der Limited-Edition:
| # | Titel         | Gastmusiker | Länge |
| - | ------------- | ----------- | ----- |
| 1 | Khal Drogo    |             | 2:51  |
| 2 | Panoramablick |             | 3:05  |
| 3 | Wasserbomben  |             | 2:45  |
| 4 | Petrichor     |             | 2:57  |
| 5 | Autopilot     |             | 2:40  |

+ Instrumentals zu allen Liedern

## Chartplatzierungen und Singles
Insomnia stieg am 7. Juli 2017 auf Platz 10 in die deutschen Albumcharts ein.
Am 17. März 2017 wurde die erste Single Mercedes zum Download veröffentlicht. Es folgten die Auskopplungen Stuntman am 13. April und Cobra Kai Dojo Style am 19. Mai 2017. Die vierte Single Königshallen erschien am 2. Juni und die fünfte Asche auf Balmain am 16. Juni 2017. Am Erscheinungstag des Albums wurde zudem ein Musikvideo zum Song Von den fernen Bergen veröffentlicht und am 6. September 2017 erschien ein Video zum Titeltrack Insomnia.

## Rezeption
| Professionelle Bewertungen | Professionelle Bewertungen |
| -------------------------- | -------------------------- |
| Kritiken                   |                            |
| Quelle                     | Bewertung                  |
| laut.de                    | [ 4 ]                      |

Robin Schmidt von laut.de bewertete Insomnia mit vier von möglichen fünf Punkten. Ali As serviere mit dem Album „die Haute cuisine des Raps“. Er rappe mit „perfektionistischer Technik“ und auch die Texte werden gelobt. Lediglich einige Beats seien „eher langsam gehalten“ und kämen „nicht immer aus ihrem Quark“.
Auf rap.de wurde der Tonträger ebenfalls positiv bewertet. Insomnia sei „ein rundum gelungenes und schlüssiges Album“ mit „Hochglanzproduktionen“, die ein „beeindruckend monochromes Bild“ ergeben. „Lediglich in Sachen Highlights hätte man mehr Akzente setzen können.“